# هازجة شمالية
هازجة شمالية (باللاتينية: Setophaga americana) طائر صغير من فصيلة هوازج العالم الجديد ويتبع لجنس سيتوفاغا.